# غابي إسبيناس
غابي إسبيناس مواليد 3 يناير 1982 في زامباله، الفلبين، هو لاعب كرة سلة فلبيني من أصل أمريكي. بدأ مسيرته الاحترافية في سنة 2006. يلعب مع فريق سان ميغيل بيرمن في الرابطة الفلبينية لكرة السلة. يحمل الرقم 27. يبلغ طوله 6 قدم 4 بوصة (1.9 م).

## المسيرة الاحترافية
لعب مع سان ميغيل بيرمن في موسم 2006–2007، ثم لعب مع باراكو بول إنرجي في موسم 2007–2008، ثم لعب مع ميرالكو بولتز من سنة 2010 إلى 2012، ثم لعب مع ألاسكا أيسز من سنة 2012 إلى 2015، ثم لعب مع سان ميغيل بيرمن في سنة 2015.